# Jose Cojuangco
José Chichioco Cojuangco, noto anche con lo pseudonimo di Pepe (Malolos, 3 luglio 1896 – Manila, 21 agosto 1976), è stato un politico e imprenditore filippino.
La sua carriera politica si sviluppò all'interno del Partito Nazionalista, il più antico del Paese. Venne quindi eletto alla Camera dei rappresentanti delle Filippine per il 1º distretto di Tarlac, ricoprendo tale carica dal 1934 al 1941 e nuovamente dal 1945 al 1961. Influente imprenditore della regione di Luzon, dal 1956 alla morte fu proprietario della Hacienda Luisita, importante piantagione di canne da zucchero nella regione  di Tarlac.
Membro della numerosa famiglia politica dei Cojuangco, era padre e nonno, rispettivamente, dei Presidenti delle Filippine Corazon e Benigno Aquino III.

## Biografia

### Origini, gioventù e formazione

#### La nascita e la famiglia
Cojuangco nacque a Malolos il 3 luglio 1896, primogenito del politico Melecio Cojuangco (1871-1909) e di Tecla Chichioco (1868-1935), entrambi creoli di ascendenza spagnola e Cinese. Oltre a José, alla coppia nacquero altri quattro figli: Juan o Itoy (1898-1979), Antonio (1899-1945), Eduardo (1902-1952) e Isidra. 
Suo nonno Co Yu Hwan (許玉寰; Khó͘ Gio̍k-khoân) era emigrato dalla provincia cinese del Fujian nel 1861 e aveva costruito una fabbrica di lavorazione del riso e dello zucchero a Paniqui, nella provincia di Tarlac, divenendo col passare del tempo un proprietario terriero influente. Si trasferì quindi nella provincia di Bulacan e nel 1865 occidentalizzò il proprio nome in José Cojuangco dopo essersi convertito al cattolicesimo.

#### L'istruzione e l'attività legale
Dopo aver conseguito una laurea presso l'Università Ateneo de Manila nel 1915, studiò giurisprudenza all'Università delle Filippine e poi all'Escuela de Derecho di Manila (oggigiorno nota come Manila Law College). Iniziò quindi a esercitare la professione di avvocato e fu assistente personale del Senatore Juan Sumulong nel suo studio legale Sumulong, Lavides e Mabanag.

### Carriera politica
La carriera politica di Cojuangco ebbe inizio nel 1922 quando venne eletto consigliere comunale a Paniqui. 
Nel 1934 si candidò con successo alla Camera dei rappresentanti delle Filippine per il primo collegio elettorale di Tarlac. Fu rieletto nelle tre successive elezioni mantenendo la carica fino al 1946, ad eccezione del periodo durante la seconda guerra mondiale quando decise di non partecipare al parlamento istituito dai giapponesi. Durante il conflitto bellico sostenne i suoi compatrioti a Tarlac fornendo cibo e supporto logistico ai guerriglieri della regione. Per questo venne insignito della medaglia della libertà dal presidente degli Stati Uniti d'America Harry S. Truman.

### Carriera imprenditoriale
Dal 1924 fu responsabile di un stabilimento per la lavorazione della canna da zucchero a Paniqui. Assieme ad altre importanti famiglie del luogo fondò più tardi la United Bank (oggigiorno nota come Philippine Bank of Commerce), di cui fu il presidente.
Nel 1957 acquisì la Hacienda Luisita –– importante hacienda della città di Tarlac, avente una superficie di oltre 6.000 ettari –– e la Central Azucarera de Tarlac (CAT), un mulino per canna da zucchero, dagli spagnoli della Tabacalera, che avevano deciso di abbandonare l'attività per le continue intimidazioni da parte di ribelli dell'Hukbalahap.

## Vita privata
Il 24 ottobre 1924 sposò Demetria Sumulong, proveniente dal noto clan politico dei Sumulong. La coppia ebbe otto figli:
- Ceferino (nato morto nell'agosto del 1925)
- Pedro o Pete (1926-2011), imprenditore; sposò Rosario "Sari" Cacho
- Josephine (1927-2011), sposò Nicanor Reyes Jr.
- Teresita o Terry (1929-2005), sposò l'imprenditore Ricardo "Baby" Lopa
- Carmen (1931-1932)
- Corazon o Cory (1933-2009), politica e 11º Presidente delle Filippine; sposò Benigno Aquino Jr., al quale diede cinque figli: Maria Elena (1955), Aurora Corazon (1957), Benigno Simeon III  (1960-2021), Victoria Elisa (1961) e Kristina Bernadette (1971).
- Jose Jr. o Peping (n. 1934), politico e dirigente sportivo; sposò Margarita Manzano de los Reyes, dalla quale ebbe cinque figlie.
- Maria Paz o Passy (1938-2015), sposò l'imprenditore Ernesto "Esting" Teopaco